# Asesinato de mujeres embarazadas

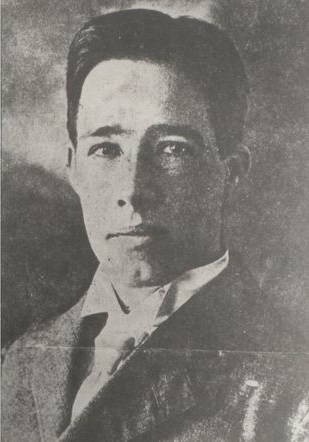
Chester Gillette, quien se cree es culpable por asesinar a Grace Brown el día 11 de julio de 1906, cuando Grace aun estaba embarazada.

El Asesinato de mujeres embarazadas es un tipo de homicidio que comúnmente es el resultado de la violencia de género. La violencia de género, es sufrida por una gran cantidad de personas, y en la mayoría de los casos cuando sale a la luz quién es la víctima, ésta es una mujer. La mayoría de estas mujeres temen que el daño no solo las afecte a ellas sino también a su hijo que aún no ha nacido. Las muertes de embarazadas normalmente se han asociado a homicidios. Recientemente, se le ha puesto más atención a las muertes de mujeres en el embarazo como consecuencia de la violencia recibida. La VIF comenzaría cuando la víctima queda embarazada. Estudios han mostrado que el maltrato durante el embarazo es una bandera roja para un posterior asesinato.
El asesinato de mujeres embarazadas recientemente ha sido estudiado como otro tipo de homicidio. Actualmente solo existen escasas estadísticas al respecto, debido a que no existe un sistema seguro para rastrear dichos casos. El hecho de que el embarazo sea una causalidad o factor causal es difícil de determinar.

## Estadísticas
Entre muchas otras investigaciones, un estudio realizado por Isabelle Horon, DrPH del Departamento de Salud e Higiene Mental de Maryland, investigó que, en muertes asociadas a embarazos entre los años 1993 a 1998, el homicidio fue la principal causa de muerte de dichas mujeres embarazadas. Los homicidios significaron el 20% de las muertes, comparado con un 6% de muertes de mujeres no embarazadas en edad reproductiva. Se encontró que la segunda principal causa de muerte de mujeres embarazadas fueron las enfermedades coronarias, resultando en un 19% de muertes durante el embarazo.
ABC News sostiene que alrededor del 20% de las mujeres que mueren durante el embarazo son víctimas de asesinato. Sin embargo, de acuerdo a Los Centros para el Control y la Prevención de Enfermedades (CCPEEU) "la proporción de homicidios asociados a embarazos fue de 1.7 por 100,000 nacimientos".